# Wilhelm Dieckvoß
| Odkryte planetoidy: 2 | Odkryte planetoidy: 2 |
| --------------------- | --------------------- |
| (4297) Eichhorn       | 19 kwietnia 1938      |
| (5927) Krogh          | 19 kwietnia 1938      |

Wilhelm Dieckvoß (pisownia alternatywna: Dieckvoss; ur. 5 października 1908 w Hamburgu, zm. 31 grudnia 1982 tamże) – niemiecki astronom, profesor doktor, długoletni pracownik obserwatorium w Hamburgu. Zajmował się głównie pozycjami i ruchami własnymi gwiazd, był współtwórcą katalogów gwiazd AGK2 i AGK3. Przeszedł na emeryturę w 1975 roku.
W 1938 roku odkrył 2 planetoidy.
W uznaniu jego pracy jedną z planetoid nazwano (1706) Dieckvoss.